# Mellachnus velutinus
Mellachnus velutinus är en tvåvingeart som beskrevs av Aldrich 1934. Mellachnus velutinus ingår i släktet Mellachnus och familjen parasitflugor. Inga underarter finns listade i Catalogue of Life.